# Annabelle Apsion
Jane Annabelle Apsion, född 17 september 1960 i Hammersmith, London är en brittisk skådespelare. Apsion har bland annat medverkat i From Hell, Barnmorskan i East End och Hotell Halcyon.

## Filmografi i urval
- 1988 – Hem till gården (TV-serie)
- 1990 – The Widowmaker (TV-film)
- 1991–1995 – Soldier Soldier (TV-serie)
- 1997 – Lolita
- 1998–2005 – The Bill (TV-serie)
- 1999 – Morden i Midsomer (TV-serie)
- 2001 – From Hell
- 2001–2002 – Micawber (TV-serie)
- 2002 – Om en pojke
- 2002 – Coronation Street (TV-serie)
- 2003 – Tyst vittne (TV-serie)
- 2003 – Foyle's War (TV-serie)
- 2006 – Morden i Midsomer (TV-serie)
- 2010 – Kommissarie Lewis (TV-serie)
- 2011 – Ironclad
- 2012 – A Mother's Son (TV-serie)
- 2015–2022 – Barnmorskan i East End (TV-serie)
- 2017 – Hotell Halcyon (TV-serie)
- 2020 – Father Brown (TV-serie)